# 科学研究費助成事業
科学研究費助成事業（かがくけんきゅうひじょせいじぎょう）とは、人文・社会科学から自然科学まで全ての分野にわたり、基礎から応用までのあらゆる「学術研究」（研究者の自由な発想に基づく研究）を格段に発展させることを目的とする「競争的研究資金」である。審査と交付は文部科学省の外郭団体である独立行政法人日本学術振興会が行う。研究者が個人またはグループで行なう研究に対し、ピアレビュー審査による競争的資金を提供する。年度毎の計画にしたがって交付される科学研究費補助金と、年度をまたいで交付される学術研究助成基金助成金の二本立てで構成されている。一般に科研費（かけんひ）と略称されており、国際的にも逐語英訳であるGrants-in-Aid for Scientific ResearchのほかにKAKENHIという呼称を定めている。平成8年度から平成15年度にかけて預け金・カラ出張・カラ謝金などの科学研究費補助金の不正使用・不正受給が発覚したため、これらを平成19年度には明確に禁止し、違反した場合の罰則を設けた。
1939年に科研費の制度が創設された。陸軍大将荒木貞夫が文部大臣を務めていたときで、300万円(約43億円)の予算が認められた。当初は自然科学分野だけが助成対象であったが、科学振興調査会の平賀譲らの後押しで1943年度から人文・社会系の諸学問にも拡大された。平成23年度の年間の補助金の総額は2,633億円である。令和4年度の予算額は2,377億円で、日本国最大規模の競争的研究制度となっている。
なお、名称の類似した競争的資金制度として、厚生労働省が交付する厚生労働科学研究費補助金や環境省が交付する廃棄物処理等科学研究費補助金などがあるが、これらは府省がそれぞれ定める目的のための公募型研究であり、本制度とは全く別のものである。単に科学研究費補助金と呼称される場合、文部科学省の制度を指す。
研究の補助は以下の3つの領域に対してなされるが、1.の研究の遂行に対する補助金がその中核をなす。
1. 学術上重要な基礎的研究（応用的研究のうち基礎的段階にある研究を含む）の遂行のための助成
2. 学術研究の成果の公開のための助成（学術書の出版費の補助、学術団体による学術雑誌刊行費の補助）
3. 学術研究に係る事業への助成

## 科学研究費の主な種目
平成23年度時点では、科学研究費補助金は以下の種目に分けて申請・採択がなされている。これらは、主として研究期間と研究費の総額（研究の規模）の違いに対応している。研究種目によって、文部科学省が所管するものと日本学術振興会が所管するものとに分けられる。

### 文部科学省所管のもの
1. 特定領域研究 - 期間3-6年 - 1領域2千万円〜6億円程度
2. 新学術領域研究- 研究領域提案型（期間5年、単年度当たりの目安1領域1千万円～3億円程度）
3. 新学術領域研究- 研究課題提案型（期間3年、単年度当たりの目安1千万円程度）

### 日本学術振興会所管のもの
1. 特別推進研究(COE) - 期間3-5年で、1課題につき2億円 - 5億円程度[5]
2. 基盤研究（研究規模に従って以下のSABCに分かれる）
  1. 基盤研究(S) - 期間5年で、5千万円以上2億円程度まで[5]
  2. 基盤研究(A) - 期間3-5年で、2千万円以上5千万円以下[5]
  3. 基盤研究(B) - 期間3-5年で、500万円以上2千万円以下[5]
  4. 基盤研究(C) - 期間3-5年で、500万円以下[5]
3. 挑戦的研究
  1. 開拓 - 期間3-6年で、500万円以上2000万円以下[5]
  2. 萌芽 - 期間2-3年で、500万円以下[5]
4. 若手研究 - 博士の学位取得後8年未満の研究者を対象とする[5]。期間2-5年[5]。令和3年度で年齢制限は全廃された[6]。期間は2-5年間で、500万円以下[5]。
5. 奨励研究 - 教育・研究機関や企業等に所属する者で、学術の振興に寄与する研究を行っている者が1人で行う研究を対象とする[5]。期間は1年で、100万円以下[5]。
6. 特別研究員奨励費（学振PDなどの特別研究員に対する研究助成） - 期間は3年以内（CPDは5年以内）で[5]、年度あたり150万円以下[7]。

## 支給対象の研究分野
平成30年度科研費（平成29年9月公募）から、従来の「系・分野・分科・細目表」を廃止し、「小区分、中区分、大区分」で構成される「科学研究費助成事業　審査区分表」で公募・審査を行うこととなった。詳細は日本学術振興会「科学研究費助成事業　審査区分表」を参照。
特別推進研究の場合、審査区分が「人文社会系」「理工系」「生物系」と3区分になっている。

## 申請から選定審査・成果報告まで
科研費の研究種目のうち、最も一般的で多くの研究者が対象となる基盤研究について、申請から成果報告までのスケジュールの概略を以下に示す。2022年度(2021年募集)より、申請時期が前倒しされた。ここでは2022年度の申請時期を記す。
1. 申請：前年度の8月上旬に募集要項が示され、10月上旬までに各研究機関を通して申請をする。各研究者が研究代表者として申請できる研究課題は原則として1件であるが、重複制限を受けない範囲においては複数の研究課題に応募することも可能である[12]。各研究者は、上に示した研究分野の一つを選んで申請を行う。
2. 審査：10月から翌1月にかけて、2段階の審査が行われる。1段階目は書面審査、2段階目は少数委員による合議審査である。合議審査は3人一組で行い、3人がつけた総合点で上位の申請が選ばれる。しかし、自然科学分野研究と違い、歴史系は支給対象に思想的な偏りがあることが問題視されている[13]。
3. 採択課題の審査結果通知：2月下旬(2022年度は2月28日午後2時)に科研費申請システム(e-Rad)上で審査結果が公表される。各研究機関にも通知される。
4. 採択課題の内定：4月上旬に各研究機関に文部科学省および日本学術振興会から採択内定課題が通知される。
5. 交付申請：内定となった研究課題の申請者は、内定となった研究助成額に応じた研究計画書（交付申請書）を4月中旬までに各研究機関を通して提出する。
6. 交付決定：6月中旬に交付が決定し、助成金が振り込まれる。
7. 研究の遂行：採択となった研究課題の研究者は翌年3月までに研究を遂行する。
8. 成果の報告：助成を受けた研究者は年度ごとに、当該年度の研究成果および研究経費の収支報告を各研究機関を通して年度末に報告する。研究実績報告書の内容は、国立情報学研究所の作成する科研費データベースに収録される。
9. 成果報告書の刊行：3年以上の研究計画課題については、計画終了年度末に成果報告書を刊行しなければならない。成果報告書は国立国会図書館に所蔵され閲覧に供される。

## 不正への対応・確定一覧
平成24年度「競争的資金の適正な執行に関する指針」が改正され、特に悪質な不正使用の事案に対しては厳しく対処するとともに、不正使用の内容に応じて、応募資格を制限することとなった。 詳細は以下の通り。
| 応募制限の対象者               | 不正利用の程度と応募制限期間 |
| ------------------------------ | --- |
| 不正使用を行った研究者と共謀者 | 私的流用の場合は10年、社会への影響が大きく悪質性が高い場合は5年、社会への影響が小さく悪質性が低い場合は1年、これ以外の場合は2-4年。 |
| 不正受給を行った研究者と共謀者 | 5年 |
| 善管注意義務違反を行った研究者 | 不正使用を行った者の応募制限期間の半分（上限2年、下限1年、端数切り捨て）                                                            |

文部科学省は支給された公的研究費の不正が確定した事案を公表している。最新の不正は令和5年(2023年)6月13日である。

## 採択件数上位機関一覧

### 2010年度
- 科学研究費補助金の配分[16]
- 平成22年度（新規採択+継続分）における採択件数・配分額[17]
- 直接経費：「研究者」への補助金
- 間接経費：科研費を受ける研究者が所属する「研究機関」への補助金

| 件数 順 | 直経 順 | 機関名             | 採択件数 | 配分額        | 配分額       | 配分額        |
| 件数 順 | 直経 順 | 機関名             | 採択件数 | 直接経費      | 間接経費     | 合計          |
| ------- | ------- | ------------------ | -------- | ------------- | ------------ | ------------- |
| 01      | 01      | 東京大学           | 3,009件  | 149億0895万円 | 40億6858万円 | 189億7753万円 |
| 02      | 02      | 京都大学           | 2,423件  | 92億9574万円  | 24億2549万円 | 117億2123万円 |
| 03      | 03      | 大阪大学           | 2,117件  | 74億8369万円  | 19億7315万円 | 94億5684万円  |
| 04      | 04      | 東北大学           | 1,794件  | 71億6243万円  | 19億4869万円 | 91億1112万円  |
| 05      | 05      | 九州大学           | 1,498件  | 43億3331万円  | 11億9088万円 | 55億2419万円  |
| 06      | 06      | 北海道大学         | 1,428件  | 43億1138万円  | 11億5061万円 | 54億6200万円  |
| 07      | 07      | 名古屋大学         | 1,359件  | 42億9769万円  | 10億9595万円 | 53億9364万円  |
| 08      | 10      | 筑波大学           | 1,009件  | 24億3563万円  | 6億5404万円  | 30億8968万円  |
| 09      | 13      | 広島大学           | 913件    | 18億0622万円  | 5億1036万円  | 23億1658万円  |
| 10      | 11      | 慶應義塾大学       | 850件    | 20億6762万円  | 5億8476万円  | 26億5238万円  |
| 11      | 12      | 神戸大学           | 801件    | 18億7473万円  | 5億2614万円  | 24億0087万円  |
| 12      | 08      | 東京工業大学       | 748件    | 33億9832万円  | 8億9418万円  | 42億9250万円  |
| 13      | 15      | 岡山大学           | 672件    | 14億6205万円  | 4億2106万円  | 18億8311万円  |
| 16      | 16      | 千葉大学           | 663件    | 14億3569万円  | 3億9281万円  | 18億2851万円  |
| 15      | 14      | 早稲田大学         | 661件    | 16億3327万円  | 4億5698万円  | 20億9025万円  |
| 16      | 09      | 理化学研究所       | 637件    | 26億7431万円  | 7億1337万円  | 33億8768万円  |
| 17      | 19      | 金沢大学           | 594件    | 10億8913万円  | 3億0270万円  | 13億9183万円  |
| 18      | 23      | 新潟大学           | 521件    | 8億7642万円   | 2億5344万円  | 11億2987万円  |
| 19      | 18      | 熊本大学           | 508件    | 10億9669万円  | 3億0824万円  | 14億0493万円  |
| 20      | 22      | 長崎大学           | 461件    | 8億9468万円   | 2億5247万円  | 11億4715万円  |
| 21      | 17      | 東京医科歯科大学   | 445件    | 11億4715万円  | 2億9287万円  | 14億2912万円  |
| 22      | 20      | 徳島大学           | 436件    | 9億1271万円   | 2億3142万円  | 11億4413万円  |
| 23      | 28      | 日本大学           | 436件    | 6億2951万円   | 1億8168万円  | 8億1119万円   |
| 24      | 25      | 信州大学           | 386件    | 7億0003万円   | 1億9876万円  | 8億9879万円   |
| 25      | 27      | 山口大学           | 383件    | 6億3584万円   | 1億8262万円  | 8億1847万円   |
| 26      | 29      | 群馬大学           | 381件    | 5億9004万円   | 1億6156万円  | 7億5160万円   |
| 23      | 22      | 愛媛大学           | 378件    | 8億8680万円   | 2億5575万円  | 11億4255万円  |
| 28      | 25      | 首都大学東京       | 376件    | 8億6926万円   | 2億5575万円  | 11億4255万円  |
| 29      | 30      | 鹿児島大学         | 367件    | 5億6724万円   | 1億5973万円  | 7億2697万円   |
| 30      | 21      | 産業技術総合研究所 | 350件    | 8億9905万円   | 2億5330万円  | 11億5235万円  |

## 費用対効果・選定対象の問題・改正案
平成27年度（2015年）から令和3年度（2021年）に不正が確定したモノにおける、「研究機関名、不正が行われた年度 、不正の種別 、不正に支出された、研究費の額、不正に関与した 研究者数  （実人数）、最終報告書提出日 、最終報告書の概要 （調査結果、再発防止策、関係者の処分等」を公表している。
平成23年度（2011年）以降、科研費の一部種目が基金化されたことにより、従来の補助金では単年度ごとに予算執行計画を立てなければならなかったが、基金分の種目については、複数年度にわたり予算執行が可能となった。交付内定を受けた科研費が実際に交付（送金）されるのは6月下旬ころであるが、交付内定日（多くの科研費種目では4月1日）以降は、所属機関へ申請することにより立替払い等により予算執行が可能である。
また「単年度ごとに決算を行い、最後の1円まで使わなければならない」と誤解している大学関係者がいるが、実際には、当初予定した研究を完了した上で生じた残額は、日本学術振興会に返還することができ、それにより研究者や所属機関が不利益をうけることはない。全額使い切るために経理上の不適切な会計的処理がされ問題視されることがあり、年度末に予算消化として不要な消耗品を購入したり、4月から7月頃に利用する消耗品などの購入のためにモノが納品されていないうちに伝票を業者からもらい先にプールしたといった例がある。
2016年11月、河野太郎は申請書類の様式がデータとして役立たない「神エクセル」とよばれるExcel方眼紙となっていることを問題視し、文部科学省に全廃命令を発した。

### 選定基準や制度への批判
他の研究助成にも言えることであるが、採択の審査及び事後評価は、専門分野の知識を要するが故に同業者が担当することが多く、公平性が保たれているかは疑問の余地がある。平成25年（2013年）に日本学術振興会は、審査委員に「利害関係登録」を義務づけるなど、審査の公平性を高めるための取組が行われているとしている。審査をする3人一組がつけた総合点で上位とった申請が科研費支給対象に選ばれる仕組みになっている。この選定方法では、自然科学関係と違い、歴史関係は科研費支給対象に思想的な偏りがあることを文部科学省も認めている。産経新聞によると「KAKEN」に公表されているデータを見ると、科研費支給で選定されているのは思想的な偏向・韓国や中国などの反日主張に同調する人物が多数派である。
国公私立大学の特色ある発展という名の下に行われてきた、より魅力的な研究計画を出すところ、より実績があるところに多く資金を配分するようになった研究費の傾斜配分されるようになった。旧帝大など実績のある一部の有力大と地方大には更に多くの研究費が配分されることへの反対意見がある。文科省は各大学の実績に応じて獲得していると述べている。
大垣俊一は、科研費の手続きの煩雑さ・大学などの機関研究者であることを応募資格に義務づける固定観念・上から目線の選考姿勢・専攻課程の不透明さ・科研費の使い勝手の悪さを批判した。しかし、大垣も「数十年前の科研費は今よりずいぶんアバウトというか、ある意味使いやすく、ある意味ずさんであった」「おそらく今より不正使用は、はなはだしかっただろう」と現行よりも不正を招く制度であったことを述懐している。一方で、「この不正使用の問題は、私的に流用するのは言語道断だが、院生の学会旅費や他の研究目的に使うということまで、マスコミが槍玉にあげて非難するのはどうかと思う。そのようなことを続けていると、さらに細目まで補助金の使用が制限され、研究全体の活性が低下するだろう」と学会旅費や他研究への流用は認める制度にすべきだとした。
経済学者の池田信夫は、自身の科研費の経験から、文系の研究者がかかる国際会議と海外出張には所属する大学が経費で支払ってくれるため、自身も文系への科研費支給の「恩恵」を受けた経験を踏まえて「はっきりいって文系に科研費なんか必要ない」と述べている。理由として、文系への科研費がポスドクの雇用対策の人件費となっているため、理系のようにハードウェアに実費がかかる「科学研究」とは異なるとし、「文系への科研費」廃止論を述べている。池田は、4億円の科研費をチームで貰い、期末に科研費の使い道がないのでメンバー全員の自宅のPCを買い換えて、請求書は全て大学宛てだったと述べている。別の大学でチームで2年2億円の科研費を貰った際も期末に使い道に困り、メンバー全員が韓国旅行費用としたことを明かしている。なお、当時の池田の科研費の利用方法は、科研費助成事業の目的外利用に該当する。
経済評論家の渡邉哲也は文系への科研費支給を問題視している。特に科学庁が文部省に吸収された2001年以降における、国家の発展に寄さない文系支出を強く批判している。膨大なコストのかかる基礎研究を含む理系研究にならば、価値や効果は大局的目線ですぐに結果を求めなくても問題ない。しかし、文系の場合は公金を請けずに研究するのは自由であるが、科研費という公金を受けるのならば費用対効果・客観的に国家発展寄与する内容であるかの評価措置が必須だと述べている。実際に科研費を受けた文系研究は国内外でも論文引用されることが少なく、引用が0でないケースでも思想信条が似ていることで友好関係のある研究者同士によるケースばかりであることを指摘している。過去の支給された内容や研究者が公開されているデータベースを調査したところ、客観的な価値評価よりも、文系研究者は既存に選定されたことのある人、彼らとコネのある人、彼らから共同研究者に入れてもらった人が選ばれ続けていることを指摘している。渡邉は何度も100万、数百万円支給されているのに身内以外には評価されない、引用価値も見いだせる論文となっていない文系研究への支給を批判している。